# Stemloze velaire plosief
De stemloze velaire plosief is een medeklinker die in het Internationaal Fonetisch Alfabet en X-SAMPA aangeduid wordt met [k].
De klank komt veelvuldig voor in talen wereldwijd. De meeste talen kennen in elk geval een gewone K, en enkele van de Indo-Arische talen kennen ook een spiritus.
Een voorbeeld van een Nederlands woord waarin deze klank voorkomt, is koning.

## Kenmerken
- De manier van articulatie is plosief, wat inhoudt dat de klank wordt geproduceerd door de luchtstroom in het spraakkanaal te belemmeren.
- Het articulatiepunt is velaar, wat inhoudt dat de klank wordt gevormd met de achterkant van de tong tegen het zachte verhemelte.
- De articulatie is stemloos, wat betekent dat de klank wordt geproduceerd zonder trillingen van de stembanden.
- Het is een orale medeklinker, wat inhoudt dat lucht door de mond kan ontsnappen.
- Het is een centrale medeklinker, wat inhoudt dat de klank wordt geproduceerd door de luchtstroom over het midden van de tong te laten stromen in plaats van langs de zijkanten.

Deze pagina bevat fonetische informatie in het IPA, die in sommige browsers mogelijk niet correct wordt weergegeven.
Waar symbolen in paren voorkomen, vertegenwoordigt het rechter teken een stemhebbende medeklinker. Gearceerde gebieden bevatten medeklinkers die worden beschouwd als onuitspreekbaar.
Zie ook: IPA, Klinkers